# Xenarretocera
Xenarretocera is een geslacht van vliesvleugeligen uit de familie bronswespen (Chalcididae). De wetenschappelijke naam van dit geslacht is voor het eerst geldig gepubliceerd in 1926 door Girault.

## Soorten
Het geslacht Xenarretocera is monotypisch en omvat slechts de volgende soort:
- Xenarretocera superba Girault, 1926